# Hyde Park (Utah)
Hyde Park – miasto w Stanach Zjednoczonych, w stanie Utah, w hrabstwie Cache.